# فلوريان قواي
فلوريان قواي هو سياسي كندي، ولد في 1941. انتخب عضو الجمعية الوطنية في كيبك ‏.